# Estação meteorológica

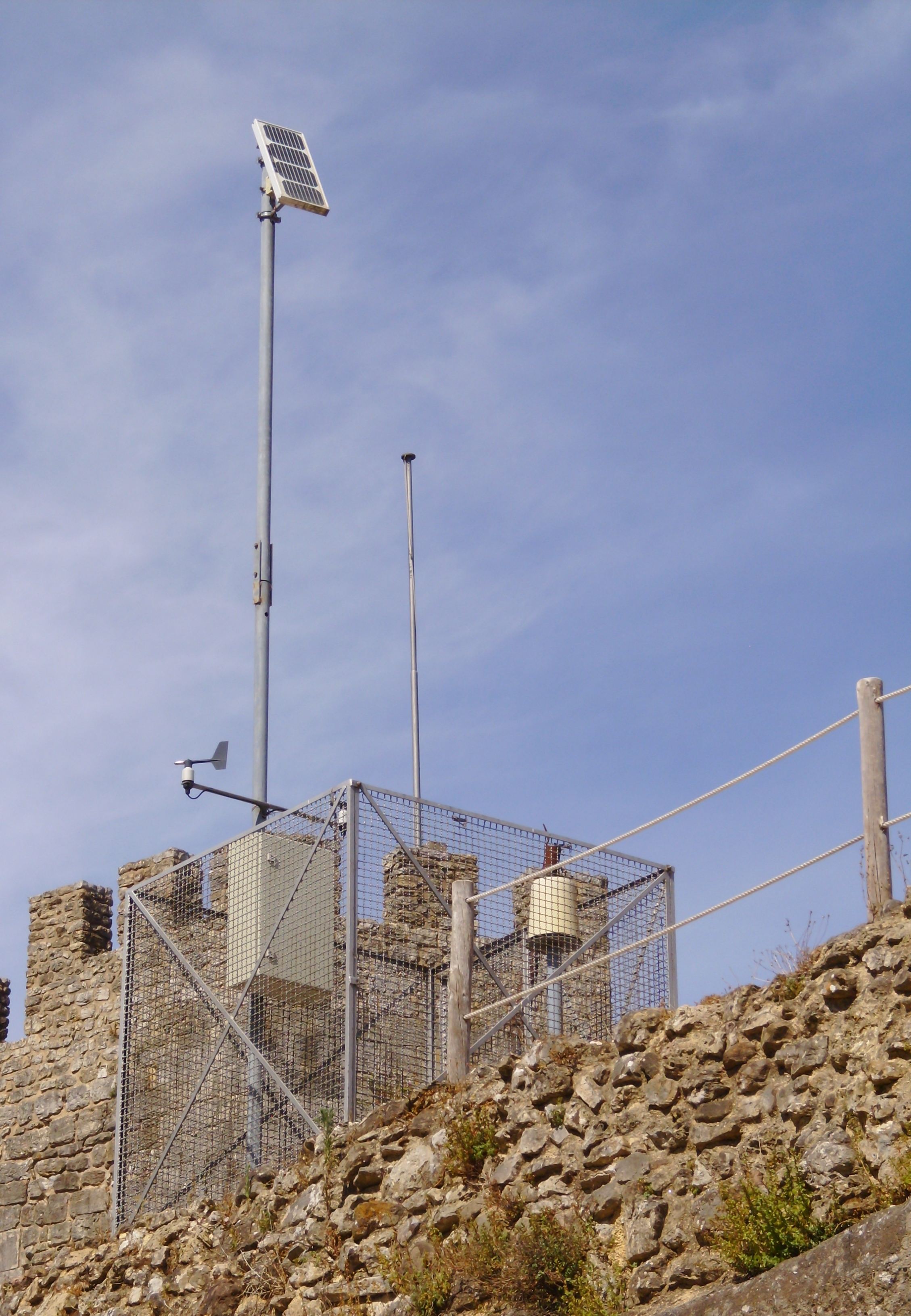
Estação meteorológica (Castelo de Penela, Portugal).

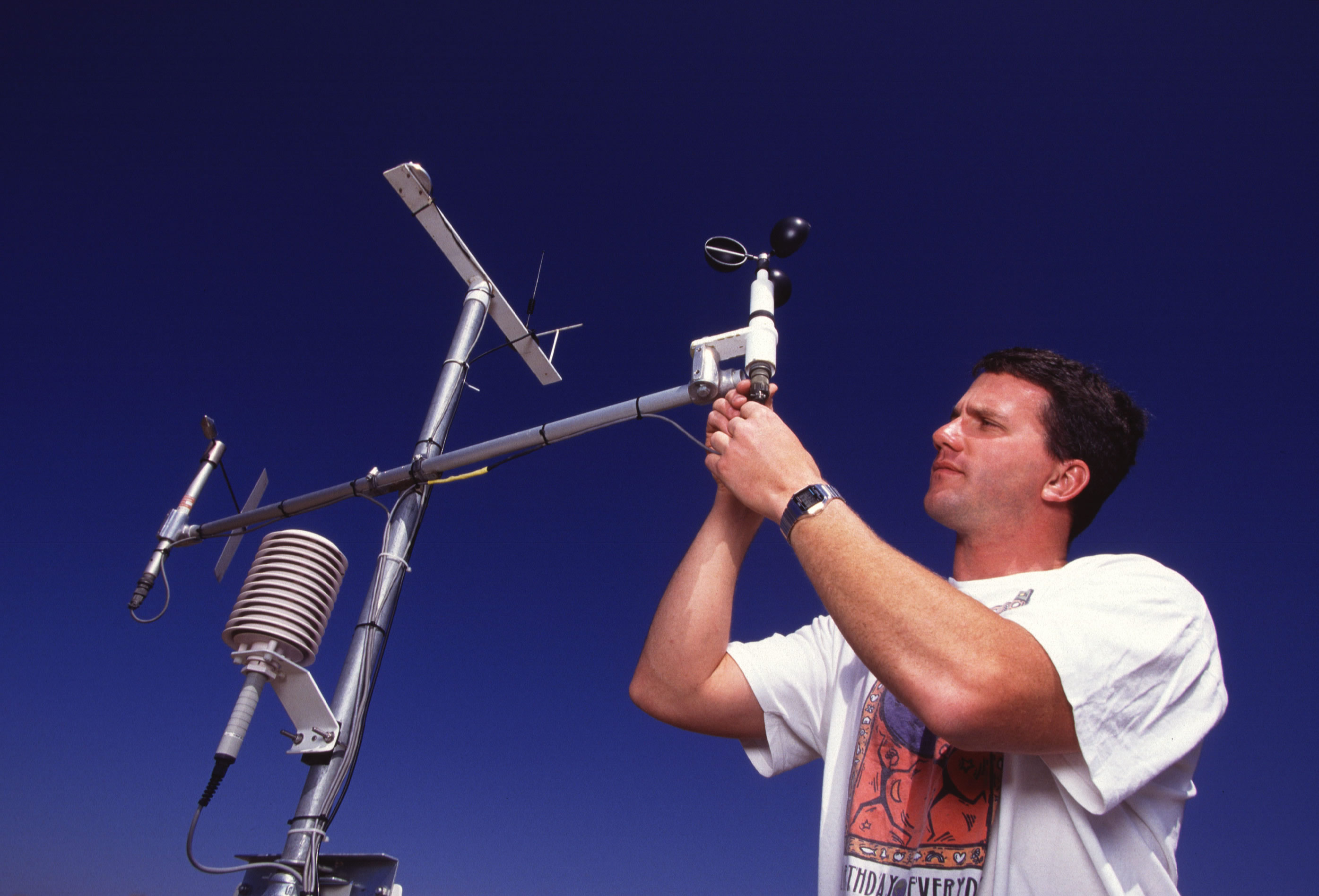
Técnico examina um anemômetro numa estação meteorológica.

Uma estação meteorológica é um local onde são recolhidos dados para análise do tempo meteorológico. Encontram-se equipadas com instrumentos (ou sensores eletrónicos) de medição e registro das variáveis meteorológicas/climáticas. Os seus dados são utilizados para a previsão do tempo e para a caracterização do clima, pelo que também podem ser designadas por estações climatológicas. Em nossos dias, por meio de programas de computador, integram-se os dados coletados, permitindo a sua apresentação. Na maior parte das estações de última geração os dados são enviados para computadores remotos, através de linhas telefónicas, rede GSM ou outros meios de transmissão.

## Instrumentos
Uma estação típica apresenta os seguintes instrumentos de medição:
- termômetro usado para medir a temperatura;
- barômetro usado para medir a pressão atmosférica;
- higrômetro usado para medir a umidade relativa do ar;
- anemômetro usado para medir a velocidade do vento;
- birutaPB ou manga de ventoPE para indicar a orientação aproximada do vento;
- piranómetro para medir a insolação;
- heliógrafo para medir a duração da ação do Sol;
- pluviômetro para medir a precipitação pluviométrica.

Outros dados passíveis de obtenção são o alcance visual de pista (visibilidade), altura de nuvens até aos 1500 metros, cobertura de céu nublado, nomeadamente para fins de navegação aérea.

## Tipos de estações
Consoante o tipo de equipamentos que abrigam, as estações meteorológicas podem ser classificadas em convencionais e automáticas. Nas primeiras, a coleta dos dados é feita manualmente por técnicos. As segundas são dotadas de sensores eletrônicos e de meios de transmissão dos dados para uma central. As estações podem ser classificadas do seguinte modo: estações Sinópticas, Climatológicas, de Meteorologia Aeronáutica, de Meteorologia Agrícola e Espaciais.
Para além dos equipamentos de medição atrás referidos, é comum as estações atuais estarem munidas de equipamentos de transmissões e sistemas de alimentação de energia como, por exemplo, painéis fotovoltaicos.

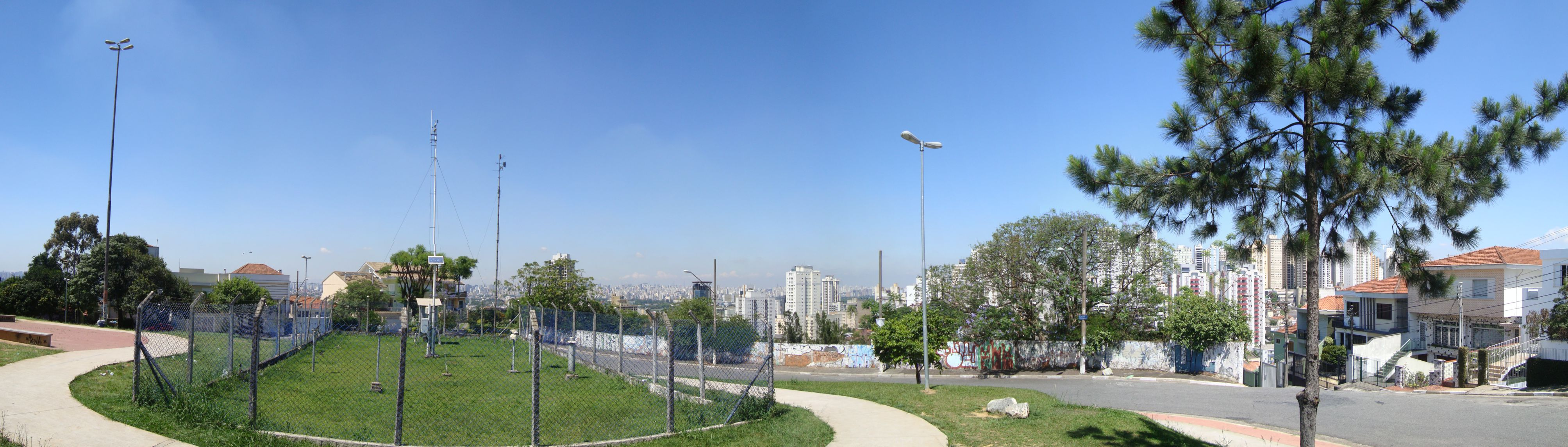
Panorama parcial dos equipamentos da principal estação meteorológica da cidade de São Paulo, no Mirante de Santana.

### Estações meteorológicas amadoras
Alguns equipamentos para coletas de dados meteorológicos estão disponiveis para comercialização ao público em geral. Trata-se de dispositivos acessíveis, de simples manuseio, projetados para coletar dados sobre as condições atmosféricas locais. Diferentemente das estações meteorológicas profissionais, que são operadas por agências governamentais ou instituições de pesquisa, as estações amadoras são geralmente adquiridas e operadas por indivíduos interessados em monitorar o tempo e o clima em suas próprias regiões.
As estações meteorológicas amadoras desempenham um papel fundamental para o acompanhamento das condições climáticas locais em tempo real. Seus dados podem ser armazenados e compartilhados, permitindo que cidadãos comuns contribuam para a coleta de dados climáticos e para o avanço da ciência.
Plataformas online facilitam a coleta e o compartilhamento de dados de estações meteorológicas pessoais, permitindo a criação de mapas de temperatura, precipitação e outros parâmetros climáticos em alta resolução. Essas informações podem ser utilizadas por pesquisadores, meteorologistas, centros de monitoramentos e tomadores de decisão para estudar o clima local e regional, identificar tendências climáticas e avaliar o impacto das mudanças ambientais.